# 褚ショウ
褚翜（ちょ しょう、275年 - 341年）は、中国の晋代の官僚・政治家。字は謀遠。本貫は河南郡陽翟県。褚裒の従兄。

## 経歴
褚頠（尚書褚䂮の子）の子として生まれた。関内侯の爵位を嗣ぎ、冠軍参軍に任じられた。ときに長沙王司馬乂が朝政を専断しており、成都王司馬穎と河間王司馬顒が兵を率いて外任にあって、波乱が予想されたので、褚翜は官を棄てて幽州の地に避難した。後に河北でも兵乱が起こると、褚翜は郷里に帰った。河南尹により行陽翟県事に推挙された。八王の乱の混乱を避けるべく、褚翜は同志を集めて長江を南に渡ろうと、まず陽城県の境に移住した。褚翜の母の兄弟の庾敳が一家を率いて褚翜に従った。しかし交通が遮断されていたため、それ以上南下することができなかった。東海王司馬越に参軍として召されたが、病と称して断り、就任しなかった。
永嘉5年（311年）、洛陽が漢（後の前趙）の劉聡に攻め落とされると、褚翜は滎陽郡太守の郭秀とともに万氏台を守った。郭秀は部下を統御することができず、部将の陳撫や郭重らに攻撃された。褚翜は禍が及ぶのを恐れて、陳撫らを説得して、郭秀と和解させた。当時、数万人が褚翜を頼って安全を確保した。
永嘉6年（312年）、褚翜は数千家を率いて東下を図ったが、交通が遮断されて進むことができず、密県に留まった。司隷校尉の荀組に召されて参軍・広威将軍となり、また陽翟県令を兼ね、都督新城梁陽城三郡諸軍事をつとめた。ほどなく都督のまま、司隷司馬に転じた。人々を率いて汝水の淝口まで進んだが、また反乱に通行を妨げられた。褚翜は単騎で許昌に入り、司空の荀藩と面会すると、振威将軍となり、梁国内史を代行した。
建興元年（313年）、豫州司馬となり、都督司州諸軍事をつとめた。太傅参軍の王玄が褚翜の代わりに梁国内史として赴任してきたが、王玄の統治が性急で厳しいものであったため、梁国の部将の耿奴が王玄の命令を聞かなかった。そのことを知った褚翜は、刑罰の濫用を慎むよう王玄に忠告した。王玄は外面では褚翜の言を聞き入れたが、内心では不満を抱いていた。王玄が陳留郡太守に転じると、出立にあたって耿奴を捕らえて斬った。耿奴の旧部下たちは兵を集めて王玄を襲撃して殺した。梁国は内部でこのように混乱していたが、外では徐州の反乱軍の張平らが襲撃を計画していた。荀組が褚翜を派遣して梁国の混乱を収めさせると、民心は安定するようになった。ほどなく荀組が褚翜を吏部郎に推挙したが、褚翜は召しに応じず、ようやく長江を南に渡った。
建武元年（317年）、琅邪王司馬睿が晋王となると、褚翜はその下で散騎郎となった。太子中庶子に転じ、奮威将軍・淮南国内史として出向した。永昌元年（322年）、王敦が反乱を起こすと、褚翜は征西将軍の戴淵に反乱討伐の出陣を命じられたため、部将に500人を率いて従軍させた。明帝が即位すると、褚翜は建康に召還されて屯騎校尉に任じられ、太子左衛率に転じた。成帝の初年、左衛将軍となった。咸和3年（328年）、蘇峻の乱のために建康の朝廷が危うくなると、褚翜は侍中・典征討軍事となった。官軍が敗北すると、褚翜は王導の命に従って、成帝を抱えて太極前殿に登り、鍾雅や劉超らともに成帝の左右に侍立した。蘇峻の兵が宮城に入ったが、褚翜が直立不動で叱咤したため、反乱兵もあえて殿に上ろうとはしなかった。蘇峻が建康を掌握すると、褚翜は侍中のまま、成帝に従って石頭城に移った。咸和4年（329年）、陸曄らとともに苑城に移った。蘇逸や任譲らの包囲を受けたが、褚翜らは苑城を固く守った。反乱が鎮圧されると、褚翜は功績により長平県伯に封じられ、丹陽尹に転じた。反乱直後の建康は荒れ果てていたが、褚翜は逃げ散った人々を呼び集めて再建に尽力し、善政で知られた。
庾亮に代わって中護軍となり、石頭に駐屯した。ほどなく領軍となり、五兵尚書に転じ、奉車都尉の任を加えられ、監新宮事をつとめた。尚書右僕射となり、尚書左僕射に転じ、散騎常侍の位を加えられた。長らくを経て、散騎常侍のまま何充に代わって護軍将軍となった。咸康7年（341年）に死去した。享年は67。衛将軍の位を追贈された。諡は穆といった。
子の褚希が後を嗣ぎ、官は豫章郡太守に上った。

## 伝記資料
- 『晋書』巻77 列伝第47